# Cmentarz wojenny nr 166 – Zalasowa
Cmentarz wojenny nr 166 – Zalasowa – cmentarz z I wojny światowej, zaprojektowany przez Heinricha Scholza znajdujący się we wsi Zalasowa w powiecie tarnowskim, w gminie Ryglice. Jeden z ponad 400 zachodniogalicyjskich cmentarzy wojennych zbudowanych przez Oddział Grobów Wojennych C. i K. Komendantury Wojskowej w Krakowie. Należy do VI Okręgu Cmentarnego Tarnów.

## Opis
Cmentarz znajduje się w zachodniej części wsi zwanej Podlesie. Założony na planie prostokąta o powierzchni 421 m². Nie posiada żadnego elementu centralnego. Na polu grobowym rzędy mogił ułożone są równolegle do dłuższej ściany cmentarza. Na grobach krzyże żeliwne i listwowe. Pierwotnie cmentarz był ogrodzony płotem sztachetowym, który zastąpiono żywopłotem.

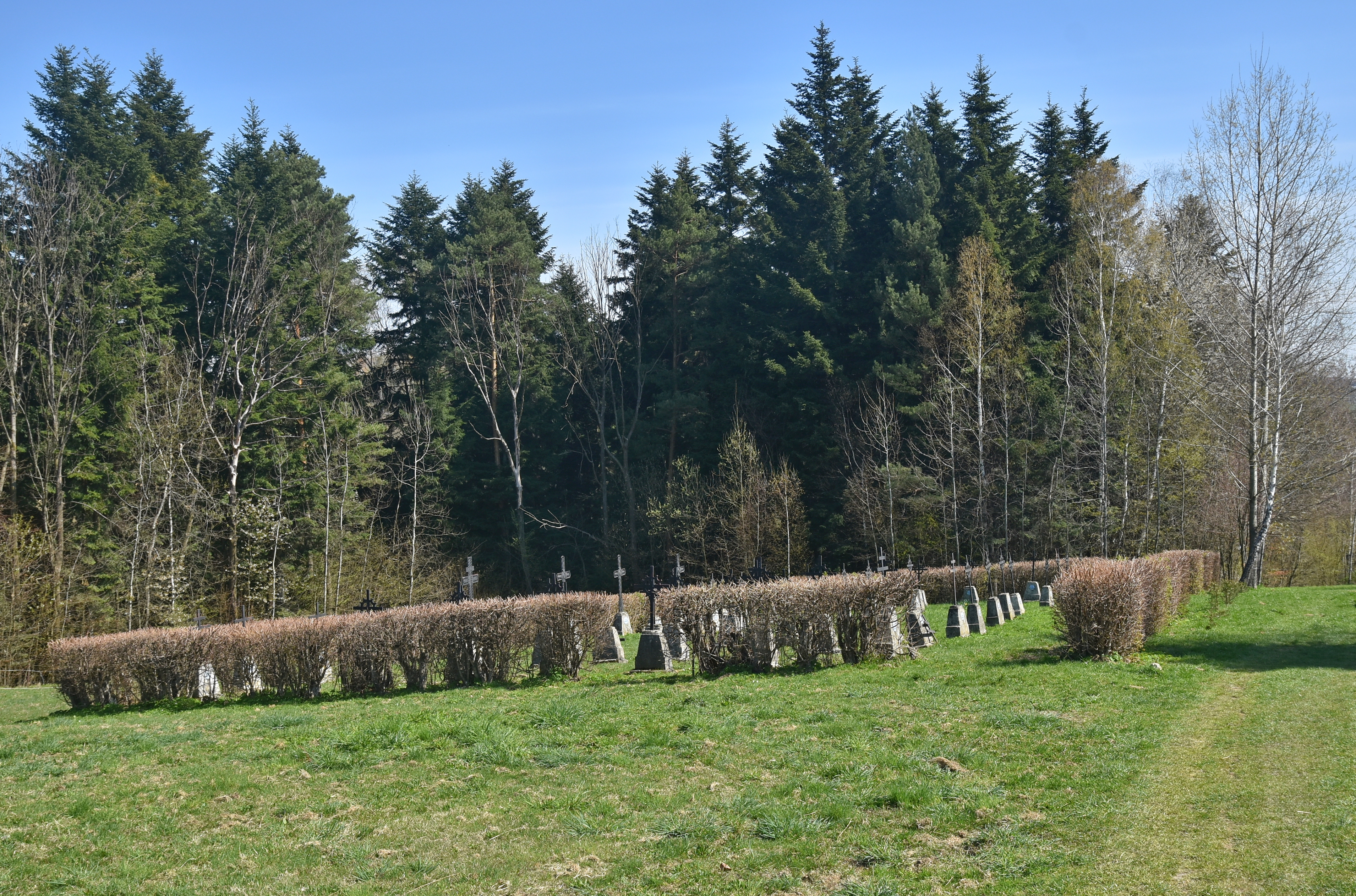
Widok ogólny
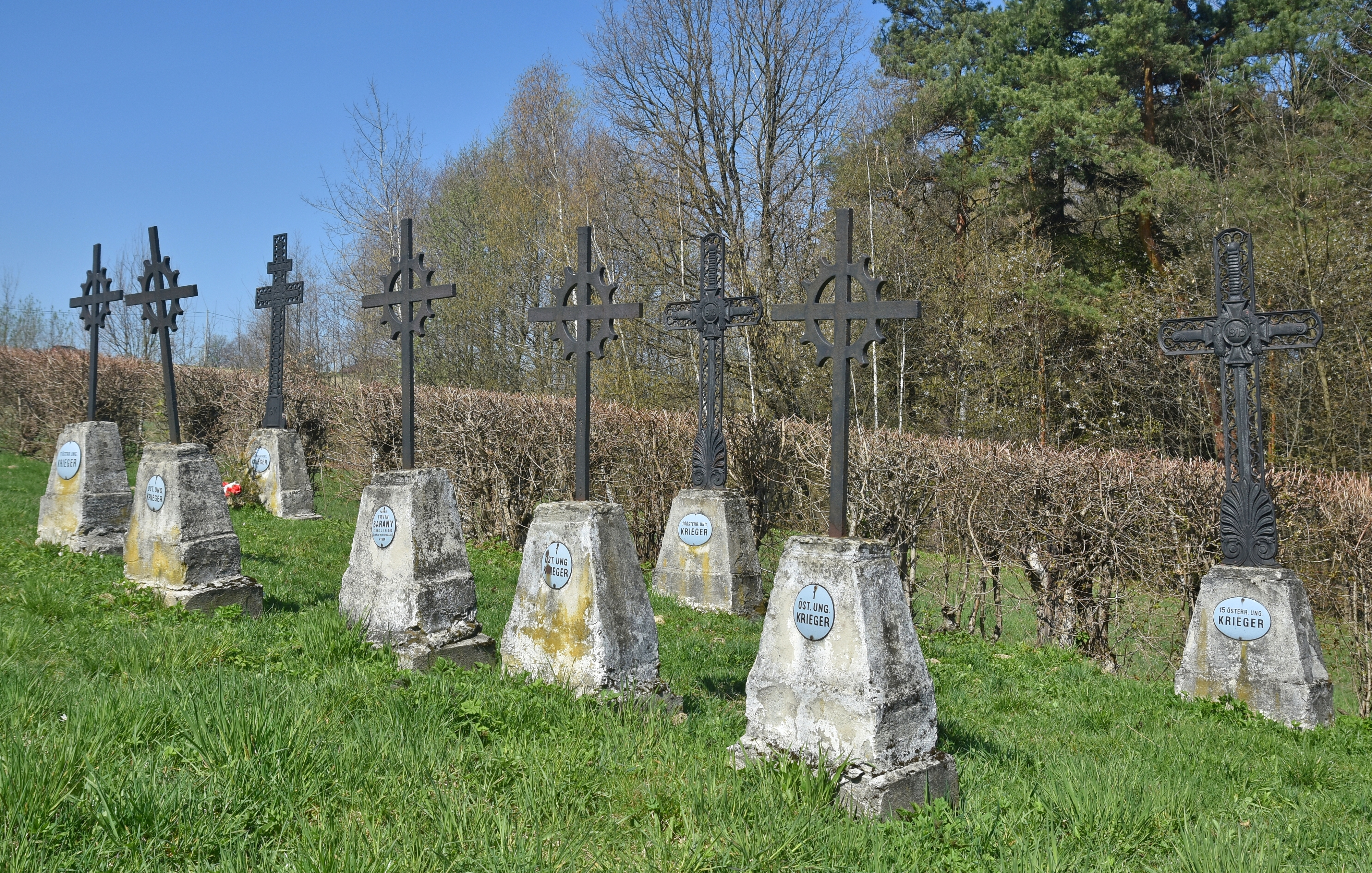
Krzyże z symbolem korony cierniowej
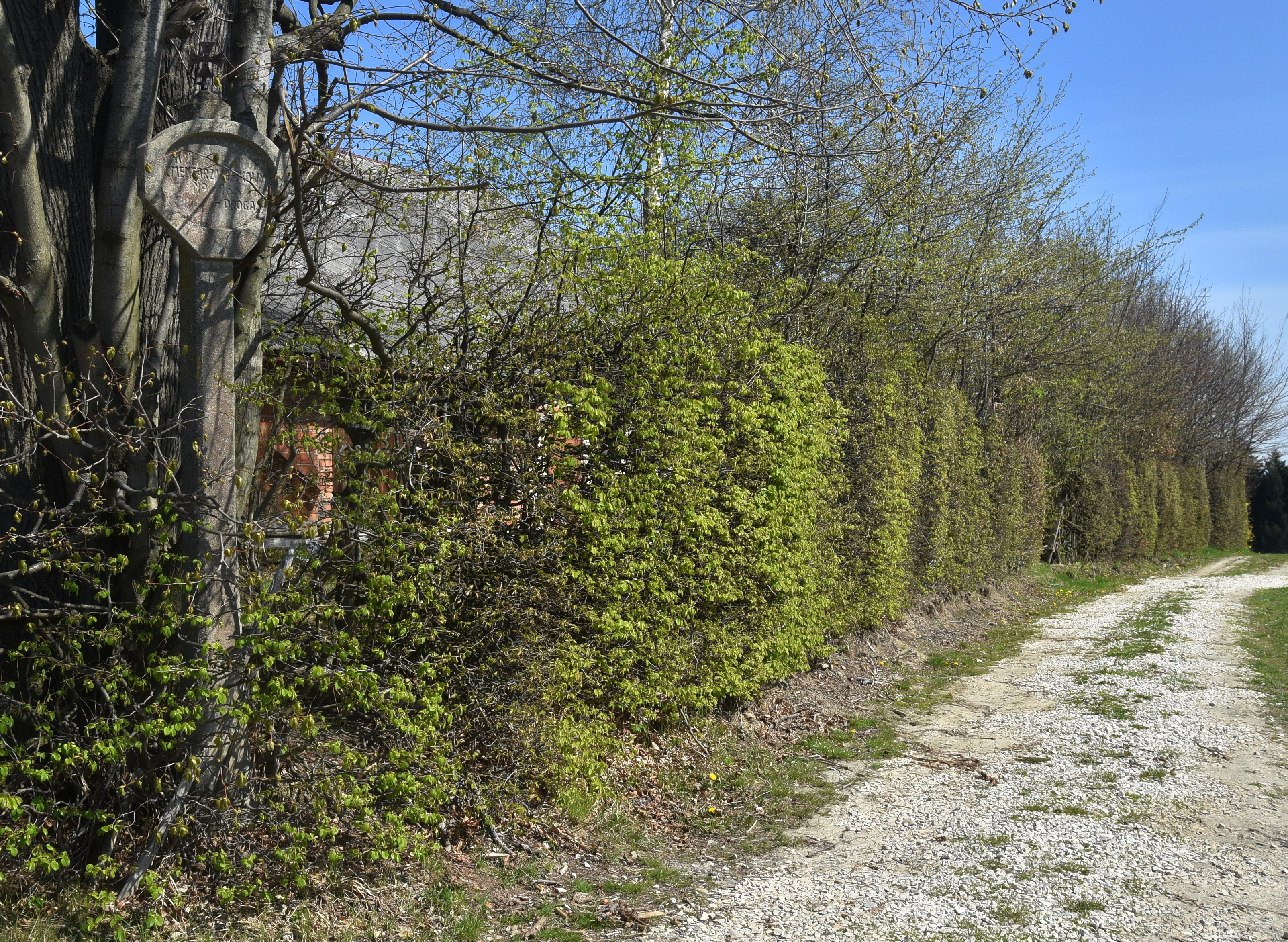
Słupek informacyjny

Na cmentarzu pochowano 169 żołnierzy w 57 pojedynczych grobach i 13 mogiłach zbiorowych:
- 142 żołnierzy austro-węgierskich
- 27 żołnierzy rosyjskich

poległych w okresie 3–10 maja 1915.
W 2002 zakończono remont kapitalny cmentarza. Odbudowano zniszczone nagrobki, zamontowano nowe tabliczki imienne.

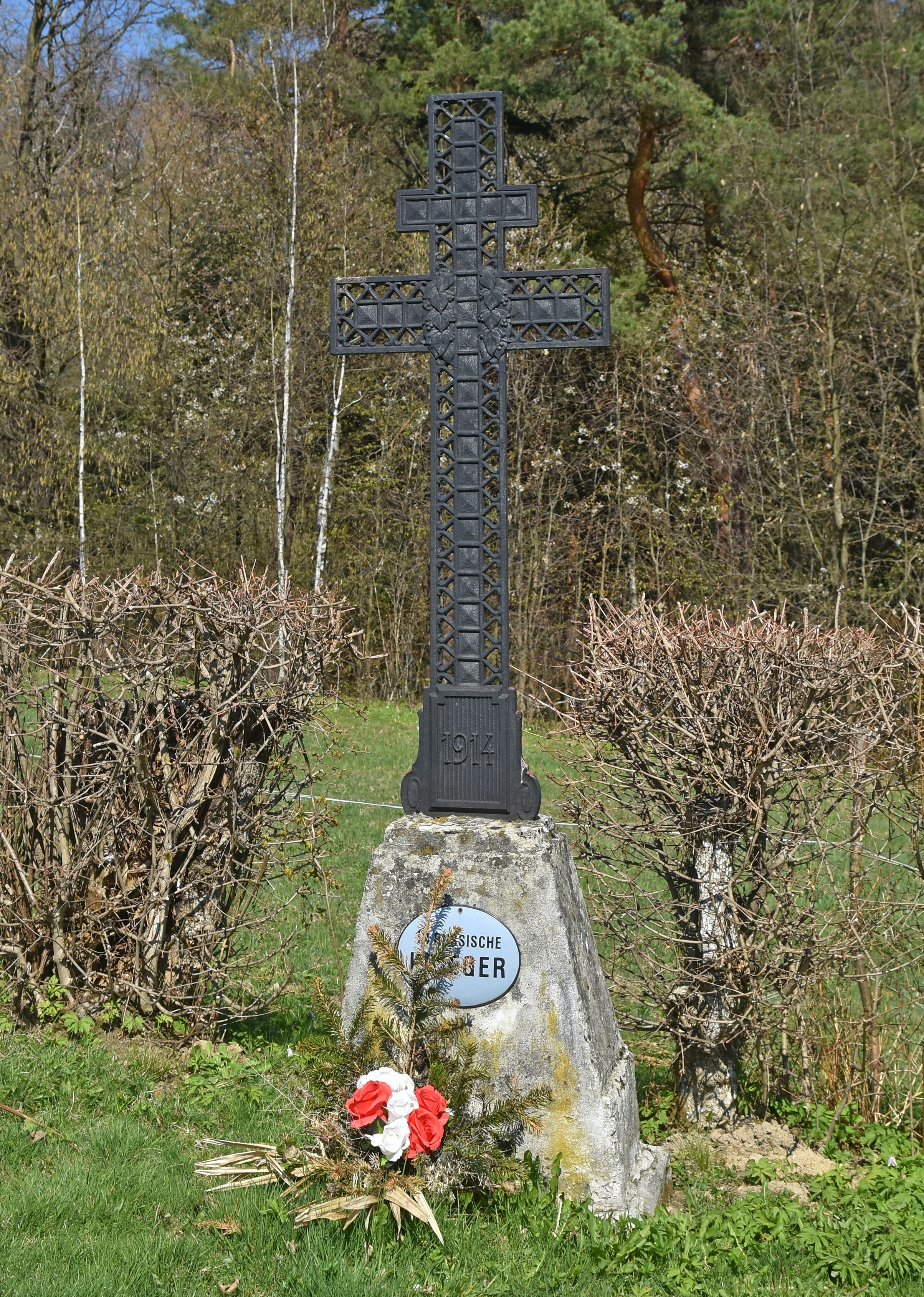
Rosyjski krzyż Ludwiga
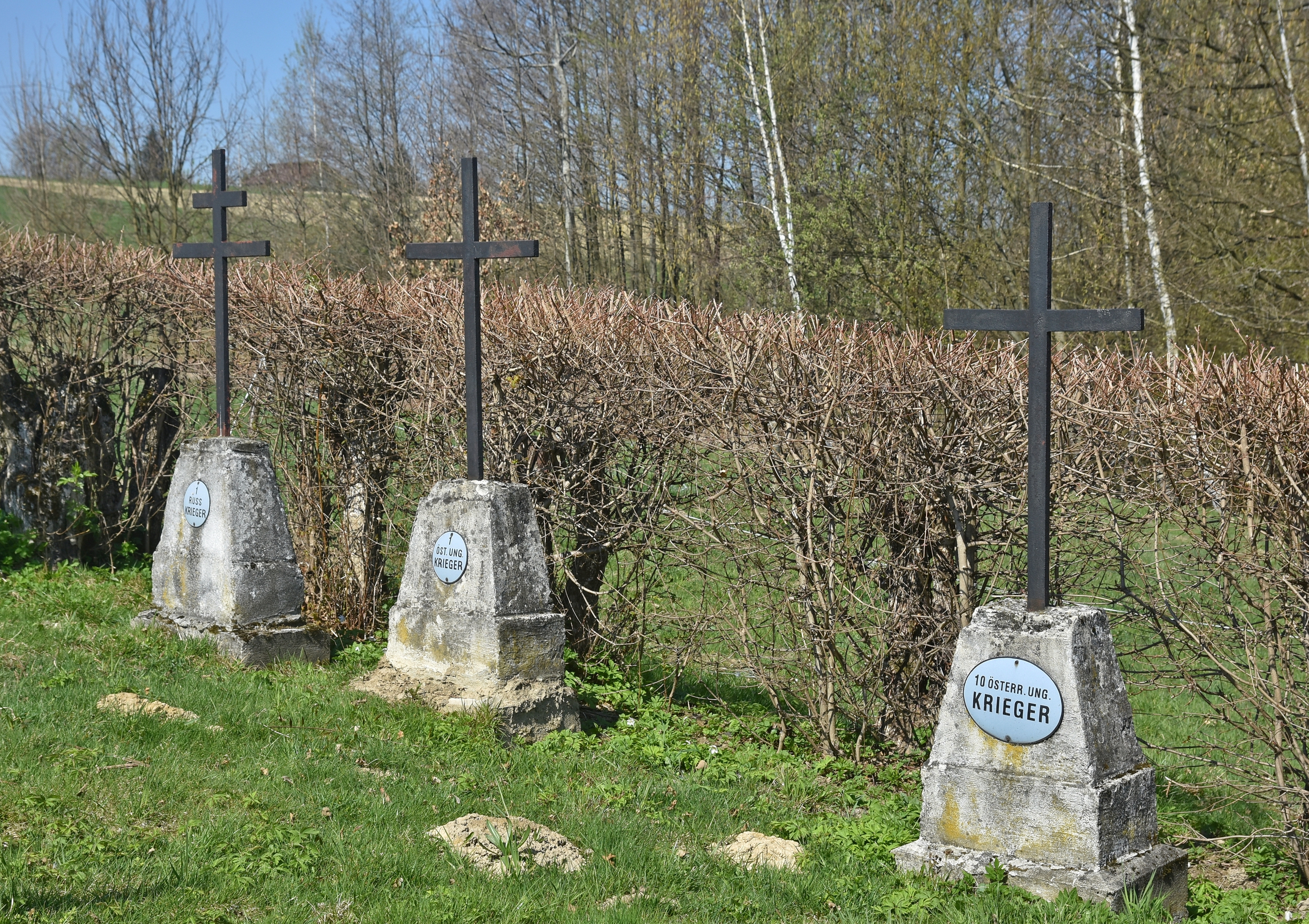
Krzyże listwowe
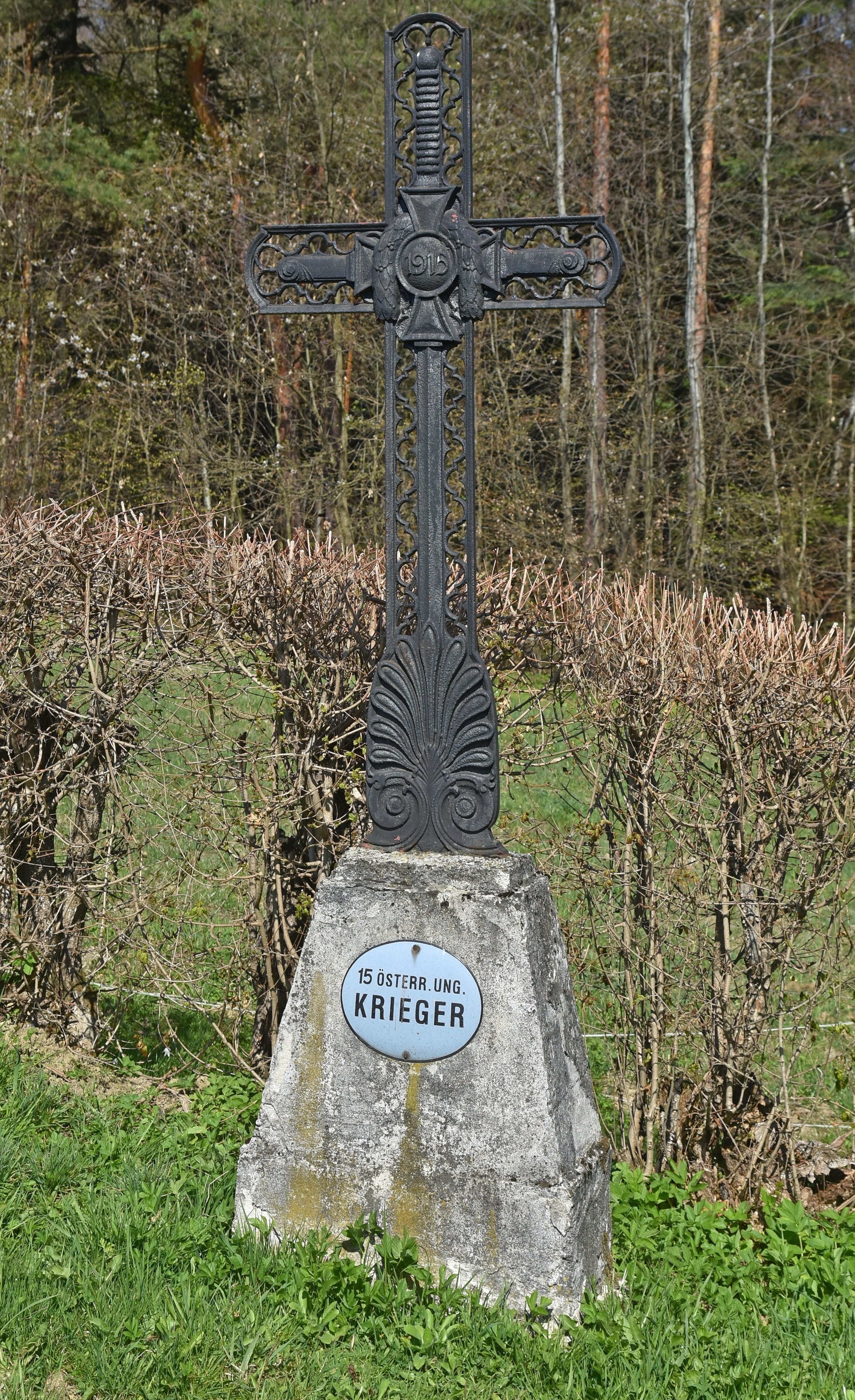
Austriacki krzyż Ludwiga